# N 2 (sommergibile)
L’N 2 è stato un sommergibile della Regia Marina.

## Storia
Essendo entrato in servizio solo nel dicembre 1918, ad oltre un mese dalla fine della prima guerra mondiale, non poté svolgere alcuna missione bellica.
Il suo primo comandante fu il capitano di corvetta Colombo Tarò.
Dal 1918 al 1920 l’N 1 ebbe dislocazione a La Spezia, presso la locale Squadriglia Sommergibili.
Dal 1920 al 1923 fu adibito all'addestramento degli allievi dell'Accademia Navale di Livorno.
Nel dicembre 1923, durante la crisi di Corfù, fu temporaneamente inviato in quell’isola.
Successivamente fu assegnato al Comando Difesa Marittima di Messina.
Prese parte all'esercitazione del 1924, dopo di che fu di nuovo assegnato all'Accademia Navale di Livorno.
Partecipò all'esercitazione del 1927 al comando del tenente di vascello Gino Bombelli, dopo di che fu disarmato.
Radiato nel 1928, fu demolito.